# LG 옵티머스 L5 II
LG 옵티머스 L5 II(LG Optimus L5 II)는 LG전자에서 2013년 2월 25일에 모바일 월드 콩그레스 2013에서 공개하여, 2013년 3월 11일에 출시한 보급형 안드로이드 스마트폰이다.

## 연혁
- 2013년 2월 25일 : 모바일 월드 콩그레스 2013에서 제품 공개[1]
- 2013년 3월 11일 : 브라질에서 제품 출시[2]

## 특수 기능

### 홈 버튼LED
다양한 색상 및 패턴을 표출하는 홈 버튼 LED가 탑재되어 전화수신, 미확인 알림, 알람, 캘린더, 다운로드 앱, 배터리 충전 상태 등 다양한 상황을 홈 버튼 LED로 확인이 가능하다.

## 경쟁 기종
베가레이서2
갤럭시 R 스타일

## 같이 보기
- LG 옵티머스 L5
- LG 옵티머스 L3 II
- LG 옵티머스 L7 II
- LG 옵티머스 F5
- LG 옵티머스 F7